# Roman Łyczywek
Roman Łyczywek ps. Gród, Saski, Mateusz (ur. 8 lutego 1916 w Odolanowie, zm. 4 października 1994 w Szczecinie) – prawnik, obrońca w procesach członków NSZZ „Solidarność”.

## Życiorys
Był uczniem Gimnazjum im. Karola Marcinkowskiego w Poznaniu. Studia prawnicze ukończył na Wydziale Prawa Uniwersytetu im. Adama Mickiewicza w 1937. Pracował jako nauczyciel akademicki na Uniwersytecie Warszawskim i Uniwersytecie Łódzkim. 
W 1935 został drużynowym 14 Poznańskiej Drużyny Harcerzy. Należał do Szarych Szeregów; w 1939 był komendantem Chorągwi Wielkopolskiej. Z ramienia Szarych Szeregów był członkiem  Rady Obywatelskiej Ziem Zachodnich przy Biurze Zachodnim Delegatury Rządu na Kraj. Jako żołnierz ZWZ-AK był uczestnikiem powstania warszawskiego w batalionie im. Kilińskiego. Używał konspiracyjnych pseudonimów „Gród”, „Mateusz”, „Saski”.
Po wojnie, w lipcu 1945 wyjechał z Poznania do Szczecina, wraz z ekipą pierwszego polskiego prezydenta miasta, Piotra Zaremby. Jego żona – Krystyna – dołączyła do niego w październiku, wioząc w koszyku na bieliznę ich trzyipółmiesięcznego synka. W tym mieście zamieszkali na stałe, początkowo w niezrujnowanej wskutek bombardowań części śródmieścia, przy ul. Polonii Zagranicznej (później ul. Rayskiego), gdzie Roman Łyczywek otworzył kancelarię adwokacką. Pracował też jako radca prawny w Zarządzie Miasta. W latach 80. XX w. był radcą prawnym „Solidarności”, członkiem Komitetu Pomocy dla Internowanych i obrońcą w procesach opozycjonistów, m.in. Andrzeja Milczanowskiego, Edmunda Bałuki, Mariana Jurczyka. Był też m.in. obrońcą braci Eismontów, którzy w roku 1950 uciekli jachtem na Bornholm. Mowa sądowa obrońcy stała się sławna (przechowuje ją syn Włodzimierz, również adwokat).

## Publikacje
Wydał ok. 700 publikacji. Był inicjatorem i redaktorem naczelnym  Słownika biograficznego adwokatów polskich oraz autorem publikacji Zarys historii adwokatury polskiej (1978), Historia adwokatury warszawskiej.
Publikacje R. Łyczywka nt. erystyki sądowej, którą się pasjonował
– Z zagadnień erystyki sądowej (1956) i Sztuka wymowy sądowej (R. Łyczywek, O. Missuna, 1977) – są przez dziesięciolecia cytowane w artykułach prawniczych, pracach doktorskich itp. (np. K. Zeidler, 2008; A. Budzyńska-Daca, 2014; Lilianna Lakomy, 2015; Andrzej Tomaszek.
Andrzej Tomaszek (Palestra) o Sztuce wymowy sądowej napisał:

Wydano ją tylko dwa razy – w 1977 i 1982 roku, w małym rozmiarze i raczej niskim nakładzie. Dziś to pozycja kultowa, którą każdy praktykujący w sądzie prawnik powinien mieć na swoim biurku.

W pracy Pochwała Schopenhauera, czyli o sztuce prowadzenia sporów, zacytował nie tylko opinie prof. Tadeusza Kotarbińskiego, lecz również zdania zaczerpnięte z prac Romana Łyczywka, np.:

Nie brak umiejętności i brak znajomości różnych metod erystycznych powinien być hamulcem przed stosowaniem metod niewłaściwych. Powinny nim być uznawane zasady etyki ogólnej i zawodowej oraz poczucie społecznej odpowiedzialności. Ostatecznym sposobem likwidacji nadużyć mogą się stać środki interwencyjne stosowane przez sąd i środki represyjne wynikające z przepisów procesowych lub ustrojowych przepisów organizacji stanowiących współczynnik wymiaru sprawiedliwości – prokuratury i adwokatury.

O erystyce: …Jej stosowanie w życiu jest faktem, nad którym popłakiwać byłoby rzeczą śmieszną. Próba argumentowania i wychowania młodych prawników w tym kierunku, aby wyrzekali się metod erystycznych w sporze, żywo przypominałaby próby oduczenia ludzi młodych od kochania się.

## Odznaczenia
Został uhonorowany Warszawskim Krzyżem Powstańczym (1983), Krzyżem Oficerskim Orderu Odrodzenia Polski, londyńskim Krzyżem Armii Krajowej i innymi odznaczeniami. 

## Upamętnienie
Formą upamiętnienia dokonań Romana Łyczywka jest książka Żywot i sprawy: ze wspomnień adwokata, wydana w roku 1995 pod redakcją Krystyny Łyczywek i Jana A. Kłysa. 
Imię Romana Łyczywka nadano jednemu z parków w szczecińskiej dzielnicy Pogodno. Na ścianie budynku, w którym mieściła się pierwsza w powojennym Szczecinie kancelaria adwokacka, umieszczono tablicę pamiątkową.  
Ulica Rayskiego łączy plac Zamenhofa z placem, na którym w lipcu 1945 roku odbyła się patriotyczna manifestacja nielicznej jeszcze polskiej ludności, poświęcona rocznicy zwycięstwa pod Grunwaldem. Miejsce manifestacji nazwano w tym dniu placem Grunwaldzkim.